# Onesia gonideci
Onesia gonideci är en tvåvingeart som beskrevs av Hiromu Kurahashi och Fauran 1980. Onesia gonideci ingår i släktet Onesia och familjen spyflugor.
Artens utbredningsområde är Nya Kaledonien. Inga underarter finns listade i Catalogue of Life.